# Joan Majó i Cruzate
Joan Majó i Cruzate (ur. 30 maja 1939 w Mataró) – hiszpański inżynier, przedsiębiorca i polityk, parlamentarzysta, w latach 1985–1986 minister przemysłu i energii.

## Życiorys
Absolwent inżynierii przemysłowej w szkole ETSEIB wchodzącej w skład Uniwersytetu Technicznego Katalonii. Kształcił się też z zakresu nauk politycznych na Uniwersytecie Complutense w Madrycie. Zawodowo związany z sektorem prywatnym. W latach 60. założył przedsiębiorstwo informatyczne Telesincro, pierwszą w Hiszpanii firmę projektującą i produkującą komputery. W latach 1979–1982 pełnił funkcję burmistrza rodzinnej miejscowości. Był też dyrektorem generalnym do spraw elektroniki i informatyki w resorcie przemysłu i energii. Kierował zrzeszeniami inżynierów przemysłowych w Katalonii i Hiszpanii.
Od lipca 1985 do lipca 1986 sprawował urząd ministra przemysłu i energii w pierwszym rządzie Felipe Gonzáleza. W latach 1986–1988 z ramienia PSC-PSOE zasiadał w Kongresie Deputowanych III kadencji.
Powrócił do prowadzenia działalności gospodarczej. Obejmował kierownicze stanowiska w różnych przedsiębiorstwach, był m.in. prezesem firmy, która wybudowała wioskę olimpijską w Barcelonie. Należał do komitetu organizacyjnego Letnich Igrzysk Olimpijskich w 1992. Od 1989 był doradcą ds. telekomunikacji i informatyki w Komisji Europejskiej. W 2004 został dyrektorem generalnym Corporació Catalana de Mitjans Audiovisuals, publicznego nadawcy w Katalonii. Funkcję tę pełnił do 2008.
Członek akademii naukowej Reial Acadèmia de Ciències i Arts de Barcelona. Uzyskał status inżyniera europejskiego.